# Carduncellus caeruleus
Carduncellus caeruleus, coneguda popularment com a escurçonera o escurçonera blava, és una espècie de la família de les Asteràcies que es distribueix per la Regió Mediterrània. És una planta bulbosa que es troba a matollars secs i calcaris.